# サントメール (パ＝ド＝カレー県)
サントメール （Saint-Omer）は、フランス、オー＝ド＝フランス地域圏、パ＝ド＝カレー県のコミューン。

## 地理
サントメールは、エール＝シュル＝ラ＝リスから10km、県都アラスから80km離れている。
歴史的にはアルトワ地方に属し、フランドル地方及びフランドル・フランセーズとの境界に近い。カップ・エ・マレ・ドパル地域圏自然公園と接している。コミューンを北東から南西へ向け流れるアー川は、グラヴリーヌにて北海に注ぐ。最初の運河は1165年、フランドル伯ボードゥアン7世時代の工事で完成した。川はサントメールからグラヴリーヌ、そして海まで航行可能となり、中世のグラヴリーヌはサントメールの外港の役割を果たした。
北部郊外には水路網が発達しているユネスコ生物圏保護区とラムサール条約登録地のオードマロワ湿地がある。

## 交通
- 道路 - A26、県道642号線、942号線、943号線。車を用いればカレー、ベテューヌ、イープルから50kmである。
- 鉄道 - LGV北線がサントメール駅に通じており、パリからの直行で2時間かかる。TERアラス-リール-カレーブローニュ＝シュル＝メール路線も通る。

## 語源
サントメールとは、アウドマルス（Audomarus）に由来する。彼はクタンス出身でリュクセイユの修道士で、637年にテルアンヌの司教となった。彼はサン＝ベルタン修道院を建て、その周囲にまちが発展していった。彼は667年か668年に亡くなり、遺灰はテルアンヌからノートルダム教会へ移され、以後彼の名でコミューンは呼ばれた。

## 歴史

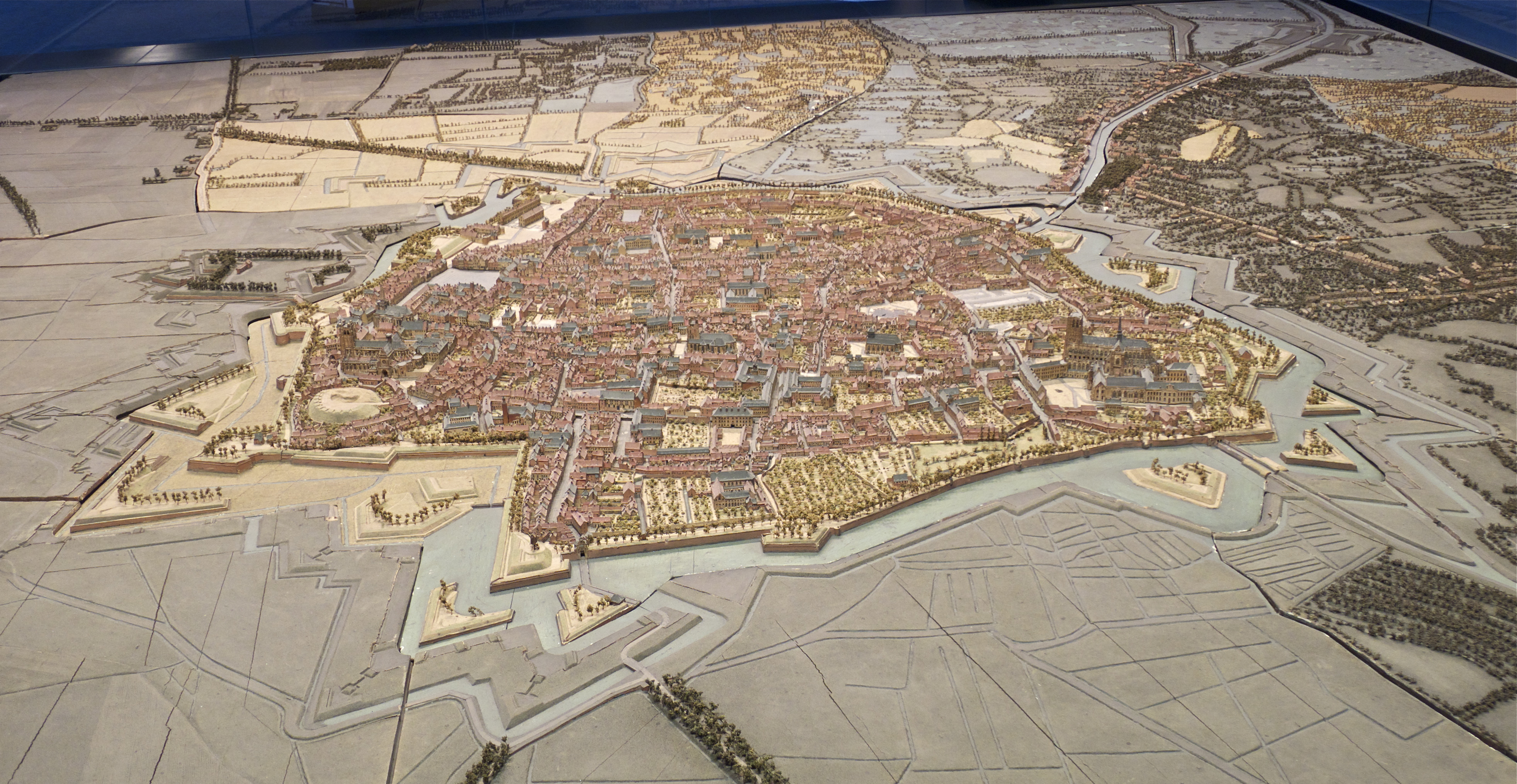
18世紀のサントメール都市景観を再現した図

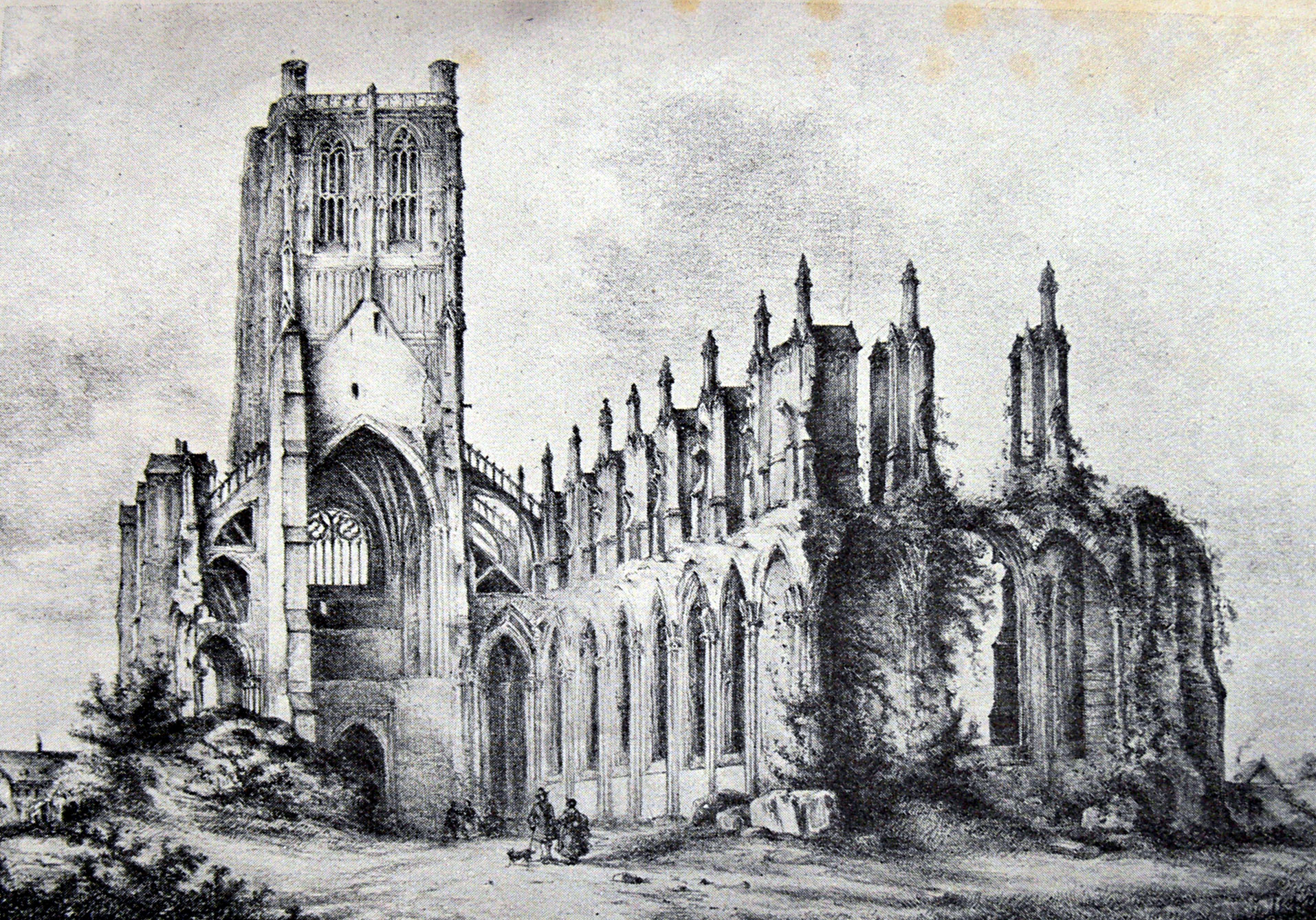
サン＝ベルタン修道院の廃墟。1850年

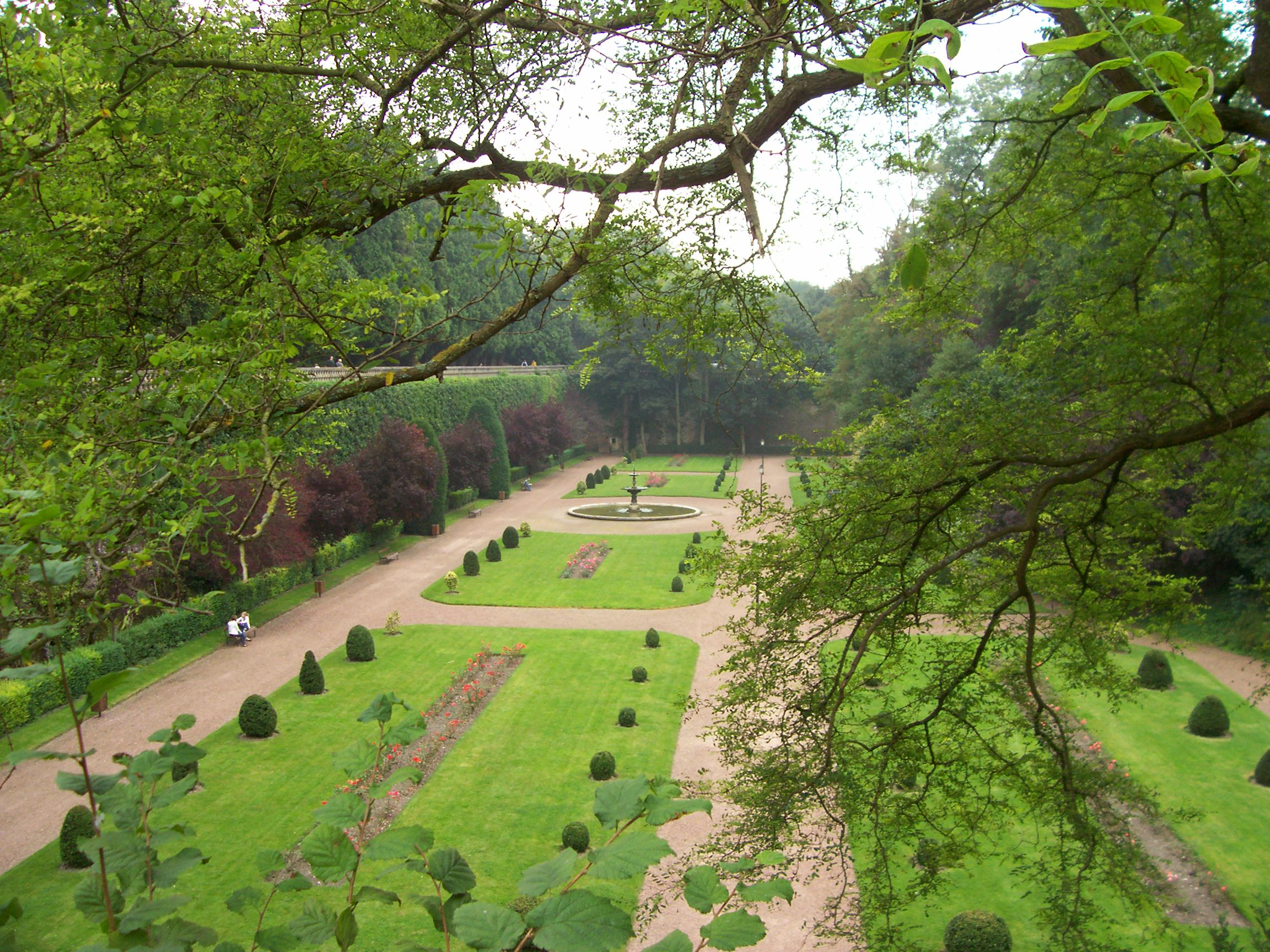
サントメールの緑地にあるフランス式庭園。ヴォーバンの城壁跡の下にある

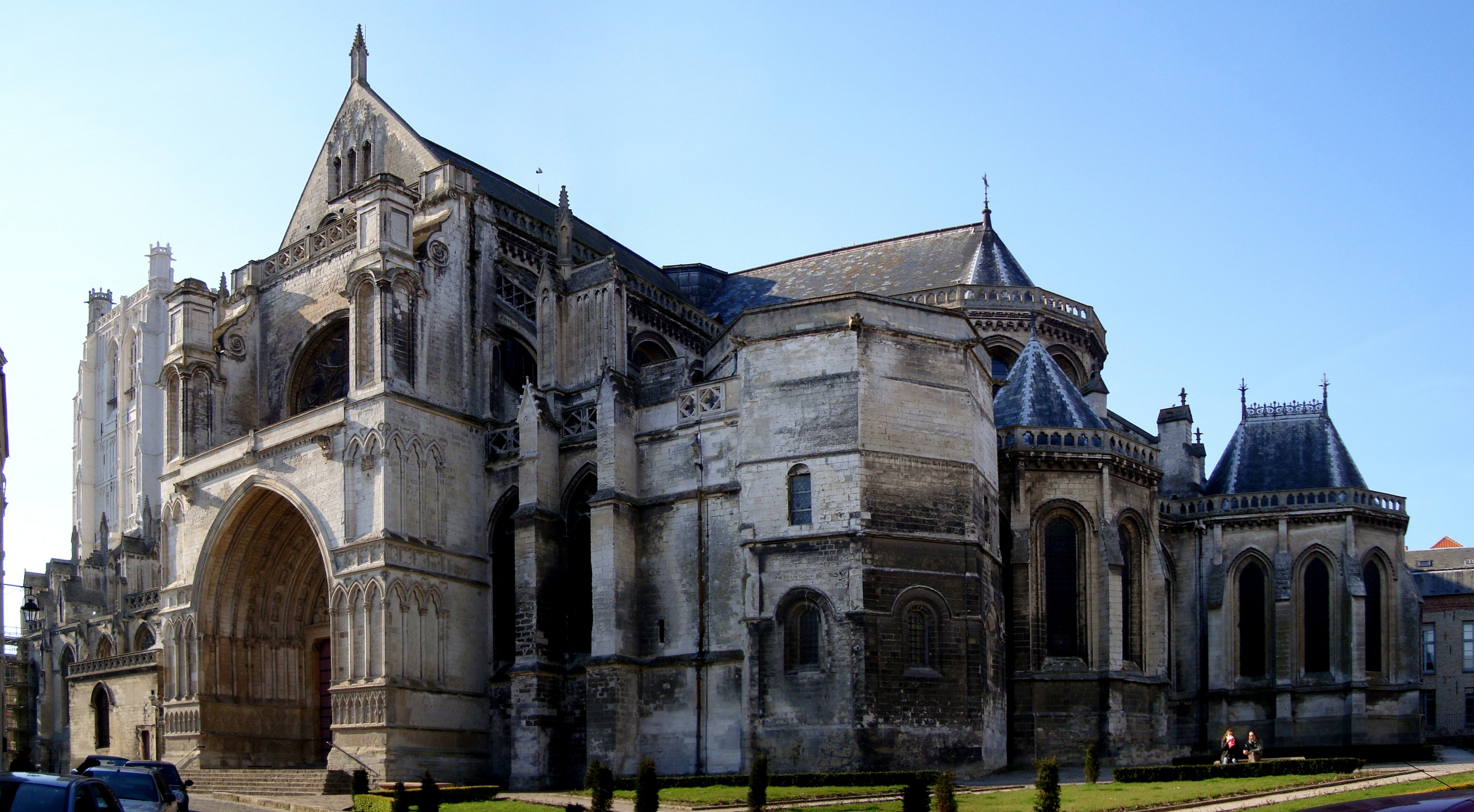
ノートルダム教会

サントメールは7世紀、シチュー（Sithiu、Sithieu、Sitdiu）の名で文筆家の書物の中に現れている。まちはアウドマルス指揮のもとつくられたサン＝ベルタン修道院の周りで成長していた。ベルタンとは、アウドマルスの同志として働いた者の名である。10世紀から現在のサントメールとなった。カール大帝時代には、海港であったサントメールは海側からの侵攻にあっている。当時、海側のフランドル地方都市はカレーの一部も含め、まだ海の下にあった。
932年、まちはフランドル伯領となった。12世紀から13世紀、サントメールで織物産業が花開いた。大いなる繁栄の時代、中世コミューン機関から恩恵を受けた初期のまちであった。それはおそらく1070年代初頭である。これらの機関は自助団体であり、兄弟会の形態が常態化され、商人組合がその後生まれた。これらのコミューンはフランドル伯から3つの自由を授けられた。その後、織物産業首位の座をブルッヘに明け渡すことになった。1165年からアー川をグラヴリーヌへ向けて掘った。泥の堆積がサントメールの外港で進行していたからだった。11世紀から12世紀のサントメール商人たちは組合を結成した。
1212年のポンタ・ヴァンダン条約でフランドル伯領からアルトワ伯領となった。サントメールを取り戻そうとしたフランドル伯フェランはブーヴィーヌの戦いで敗北した。その後フランス化が始まり、公文書はフランス語で書かれ、フランドル語（フラマン語）は少なくとも住民の生きた言葉でなくなっていた。13世紀の年代記作家ギヨーム・ダンドレスは、当時の商取引はフランドル語だったと記している。サントメールは低地諸国の広範囲の経済網の中にあったが、公式には分離していた。1300年頃の人口は400人ほどに達していた。
1384年、サントメールはブルゴーニュ公国に組み込まれた。ブルゴーニュ公位はやがて神聖ローマ皇帝カール5世が継承した。彼の退位後、サントメールはスペイン支配化の代官区となった。15世紀の疫病流行では1500人の住民の命が失われた。16世紀のカトリックによる対抗改革により、サントメールの都市計画は宗教色が強められた。サントメールは、イングランドやワロン語地域からの多くのコレージュや神学校開設を歓迎した。1559年から1790年までサントメールにはカトリックの司教座があったが、1801年にアラス司教座に移管された。1678年のナイメーヘンの和約で、サントメールはフランスに割譲された。1678年以後、ヴォーバン指揮のもとでサントメールの防衛設備強化が行われた。
1848年に鉄道が敷かれたが、サントメールにまだ産業革命は起きていなかった。広場、タウンホール、学校が築かれ、大通り建設のため防衛設備が壊された。
2つの大戦でサントメールは甚大な被害をこうむった。
第二次世界大戦のナチス・ドイツのフランス侵攻の過程では、1940年5月24日の夜、カレーを目指すドイツ国防軍装甲自動車部隊により突破、占領された。1942年、ナチス・ドイツはサントメールにコンクリート製トーチカを建設した。この設備はもともとV2ロケット基地として築かれた。設備は連合国側の爆撃で破壊された。サントメールが解放されたのは1944年9月5日、ポーランド軍第1装甲師団（fr）によってであった。

## 経済
サントメール経済は水の周りで発展した。コミューン周囲に広がるオドマロワ湿地は農業や園芸農業、観光業の発展を支えてきた（特にカリフラワー栽培が有名）。サントメールにはビール醸造所が点在する。

## 史跡
- サン＝ベルタン修道院 - ベネディクト会派によって建てられた。建物は16世紀完成のゴシック様式。フランス革命時代、修道士たちが追放され、建物は売却された。19世紀になって修道院建物の一部がタウンホール建設資材として使われた。第二次世界大戦中の爆撃で崩壊し、現在はわずかに壁が残る。
- ノートルダム教会 - 元々はコミューンの大広場に面した礼拝堂だった。神聖ローマ皇帝カール5世がテルアンヌを破壊後、教会はカテドラルとなった。聖アウドマルスの慰霊碑、ルーベンス画の「十字架から降ろされるキリスト」を所蔵する。
- イエズス会礼拝堂 - 現在はファサードのみ

## 出身者
- ピエール・デュポン - 指揮者

## 姉妹都市
- ディール (ケント州)、イギリス
- デトモルト、ドイツ
- イープル、ベルギー